# Grace Nichols
Grace Nichols (* 18. Januar 1950 in Georgetown (Guyana)) ist eine guyanisch-britische Schriftstellerin.

## Leben
Nichols studierte Kommunikationswissenschaften an der University of Guyana und arbeitete als Lehrerin und Journalistin. 1977 emigrierte sie nach Großbritannien. Sie ist sowohl als Lyrikerin als auch als Kinderbuchautorin erfolgreich. Für ihren ersten Gedichtband I is a Long-Memoried Woman gewann sie den Commonwealth Poetry Prize.
In ihren Gedichten verbindet sie die kulturellen Traditionen Europas und der Karibik, britisches Englisch und Kreolformen, und thematisiert die Lebenserfahrungen schwarzer Frauen in Geschichte und Gegenwart.
Nichols hat zwei Töchter und lebt heute mit ihrem Mann, dem guyanischen Schriftsteller John Agard, im südenglischen Lewes.

## Werke
- I is a Long-Memoried Woman (Gedichte, 1983)
- The Fat Black Woman's Poems (Gedichte, 1984)
- A Dangerous Knowing: Four Black Women Poets (Barbara Burford, Gabriela Pearse, Grace Nichols, Jackie Kay, 1985)
- Whole of a Morning Sky (Roman, 1986, dt. Titel: Morgenhimmel, übersetzt von Utta Roy-Seifert 1996)
- Over the River (1986)
- Hurricane Hits England (1987)
- Come into my Tropical Garden (Gedichte, 1988)
- Lazy Thoughts of a Lazy Woman (Gedichte, 1989)
- Sunris (Gedichte, 1996)
- Startling the Flying Fish (2006)
- Picasso, I Want My Face Back (2009)
- I Have Crossed an Ocean: Selected Poems (Gedichte, 2010)
- Island Man

## Preise
- 1983: Commonwealth Poetry Prize (für I is a Long Memoried Woman)
- 1986: Arts Council of Great Britain Writers’ Award
- 1996: Guyana Poetry Prize (für Sunris)
- 2001: Cholmondeley Award
- seit 2007: Mitglied der Royal Society of Literature
- 2008: Guyana Poetry Award Never live unloved
- 2021: Queen’s Gold Medal for Poetry

## Quelle
- Jana Gohrisch: Nichols, Grace. In: Autorinnen Lexikon. Hrsgg. v. Ute Hechtfischer, Renate Hof, Inge Stephan und Flora Veit-Wild. Frankfurt/M. Suhrkamp 2002, ISBN 3-518-39918-7, S. 387f.

| Personendaten    | Personendaten                                      |
| ---------------- | -------------------------------------------------- |
| NAME             | Nichols, Grace                                     |
| KURZBESCHREIBUNG | guyanisch-britische Dichterin und Schriftstellerin |
| GEBURTSDATUM     | 18. Januar 1950                                    |
| GEBURTSORT       | Georgetown, Guyana                                 |